# Орловський Володимир Донатович
Володи́мир Дона́тович Орло́вський (20 січня (1 лютого) 1842, Київ — 19 лютого 1914, Генуя) — український живописець, академік Петербурзької академії мистецтв, тесть художника Миколи Пимоненка.

## Життєпис
Народився у Києві 20 січня (1 лютого) 1842. Початкову художню освіту здобув у 2-й київській гімназії у художника і педагога Івана Сошенка. Згодом за підтримки Тараса Шевченка вступив і в 1868 закінчив Петербурзьку академію мистецтв (з 1874 — її академік, з 1878 — професор).
Брав участь у діяльності малювальної школи Миколи Мурашка, був одним із засновників Київського художнього училища. Після закінчення Академії вивчав сучасне мистецтво у Франції, де близько познайомився з творчістю майстрів так званої барбізонської школи, і саме його можна вважати першовідкривачем барбізонців для українського пейзажного живопису.
Після повернення із Франції з 1886 живе постійно у Києві. Колишня приватна садиба Орловського розташована під № 28 на Гоголівській вулиці. Бере участь у виставках київських художників, з успіхом проходять його виставки за кордоном. Його велика заслуга в тому, що він, перейнявши досвід барбізонців, одним із перших серед українських художників почав розвивати тему українського національного пейзажу.

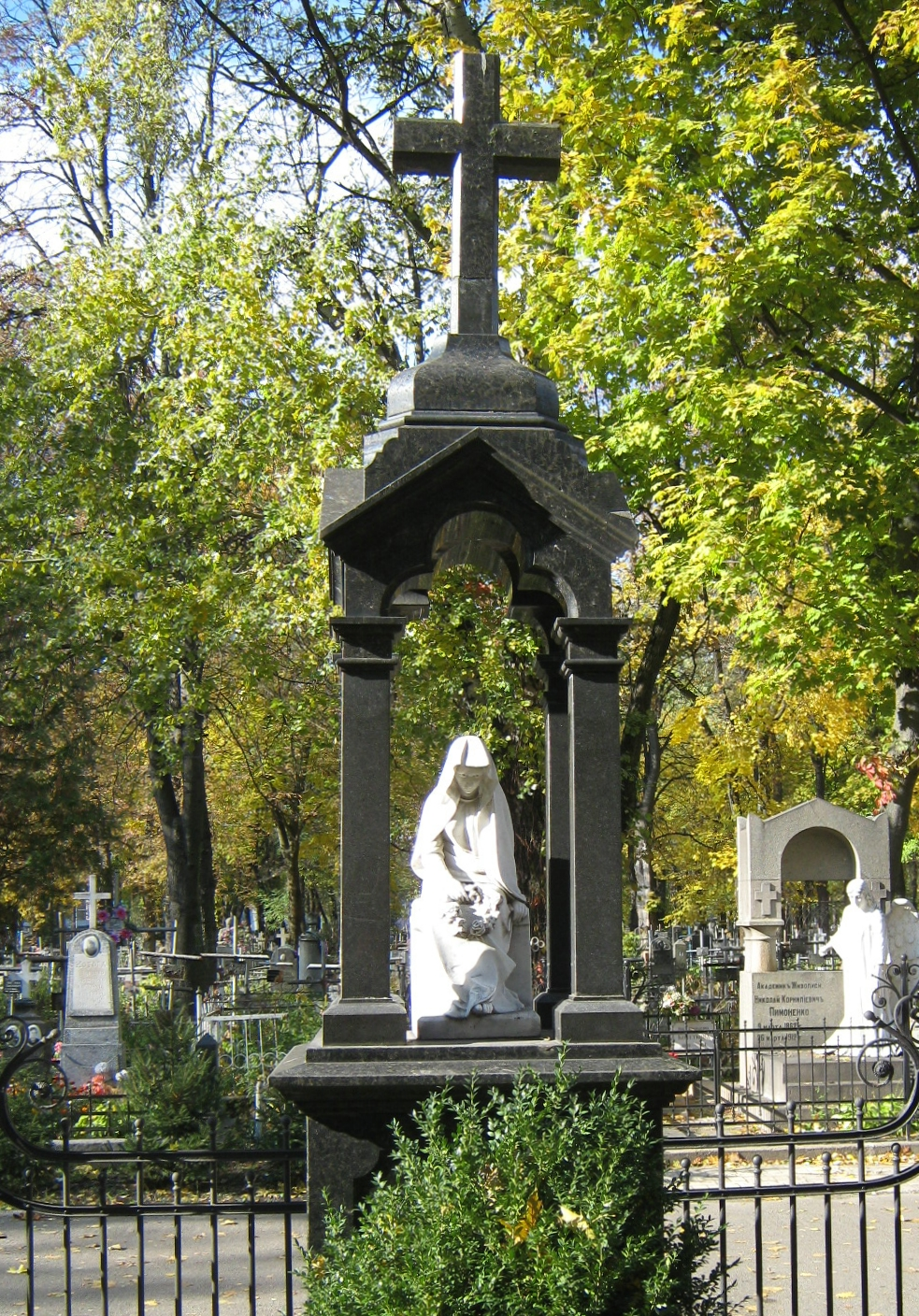
Могила

У 1914, під час перебування в місті Генуя в Італії, раптово помирає. Труну з тілом художника перевезено до Києва і поховано на Лук'янівському цвинтарі (ділянка № 17, ряд 1, місце 29).

## Спадщина
Опинившись ще в студентські роки в кримському маєтку князів Воронцових, Орловський прислухався і оцінив мудрі поради господині дому. Саме вона зорієнтувала починаючого живописця на увагу до сонячного світла. Саме в Алупці він написав перший пейзаж, побудований на контрастах холодної тіні й яскравого світла. Сонячне світло, його магічний вплив на природу, несподівані ракурси будуть хвилювати живописця все його життя. «Шукач сонячного світла» — так називали сучасника Володимира Орловського. У пейзажах майстра завжди велике місце приділялося освітленню.
Як пише про художника Ігор Шаров, улітку Орловський їздить по Україні, Криму, завжди маючи при собі етюдник, фіксуючи цікаві пейзажні мотиви, жанрові сцени. А взимку у його майстерні ці скороминущі враження перетворюються на закінчені, композиційно вибудовані картини, подібні до «Затишку», з її традиційною академічною триплановістю й живим сонячним світлом.
Твори зберігаються за кордоном, у в Києві, в Національному художньому музеї України зберігається лише незначна частина його творчої спадщини.
Раннім творам Орловського притаманні риси романтичного сприйняття навколишнього світу, дещо умовне, академічне, композиційне й колористичне розв'язання сюжетів:
- «Вид села Кокоз у Криму», «Кримський пейзаж», 1868.
- «Перед шквалом», «Захід сонця», «Болото», «В степу», «Вечір», «Сівба», «Лісовий зруб», «Піски», всі — 1874.

В найкращих творах художник правдиво й поетично передано красу рідної природи:
- «Село», «Рибалки», 1877;
- «Жнива», 1882;
- «Затишшя», 1890;
- «Хати в літній день», всі — в ДМУ ОМ;
- «Березовий гай», 1884, Азербайджанський музей мистецтв імені Р. Мустафаєва.

## Галерея

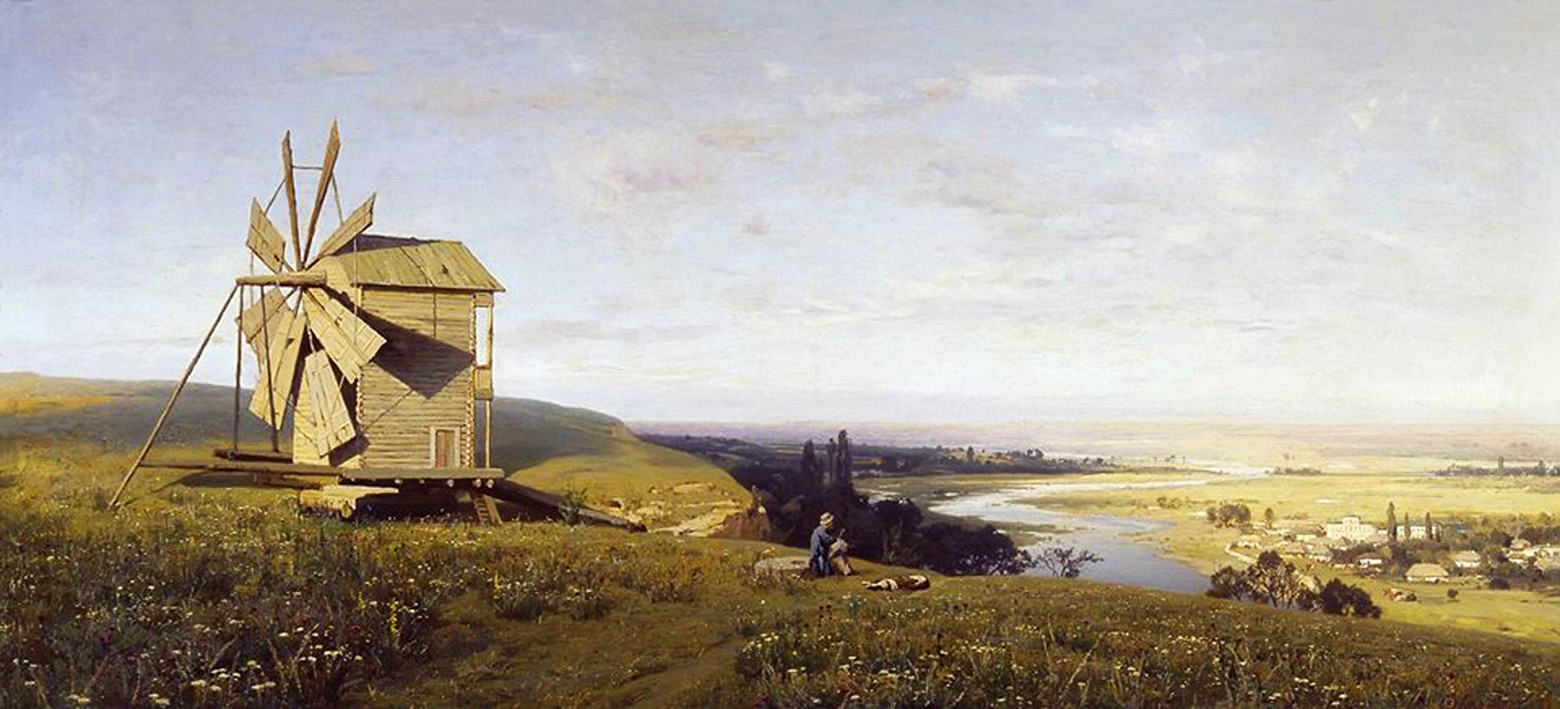
Український краєвид, 1882
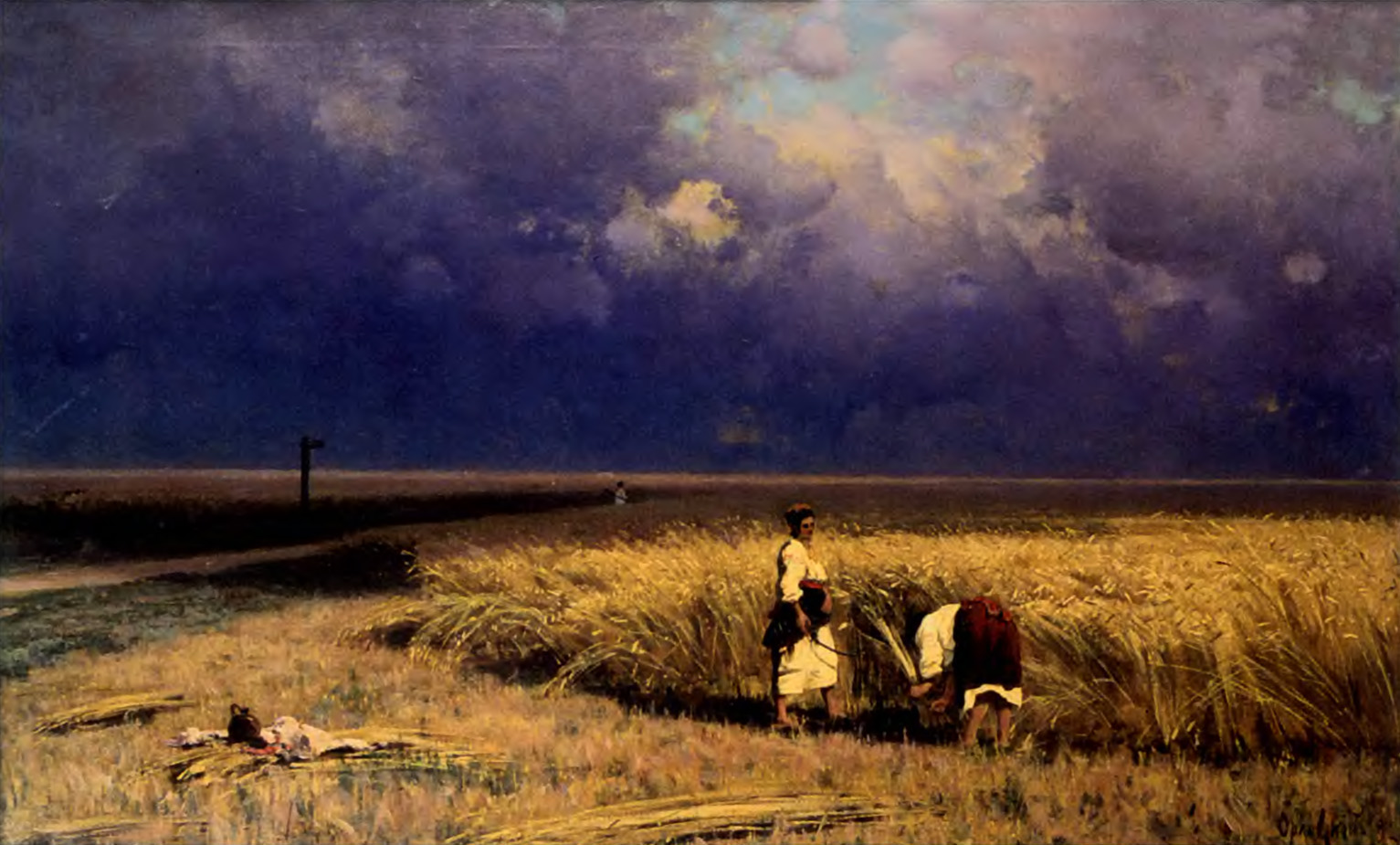
Жнива
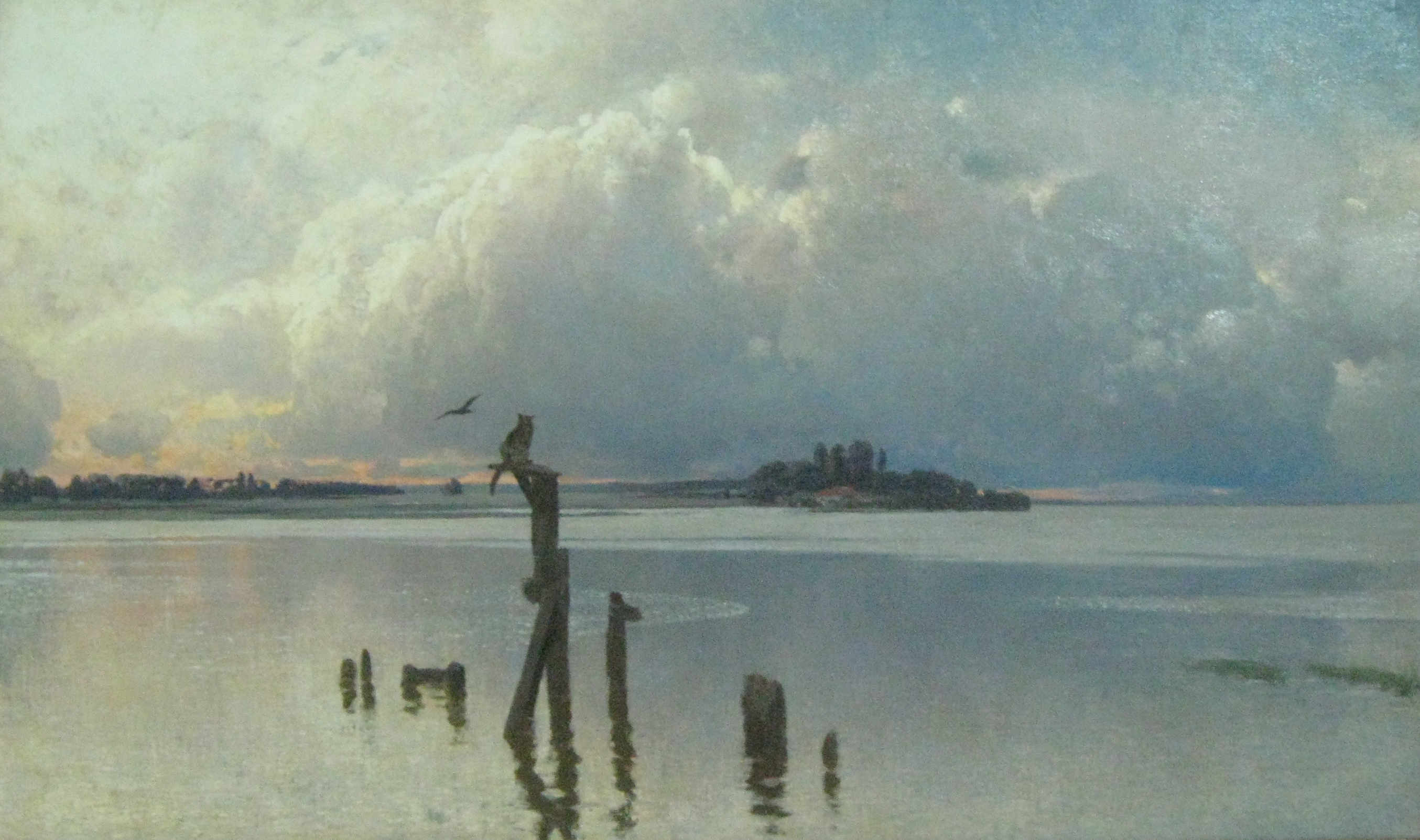
Повінь
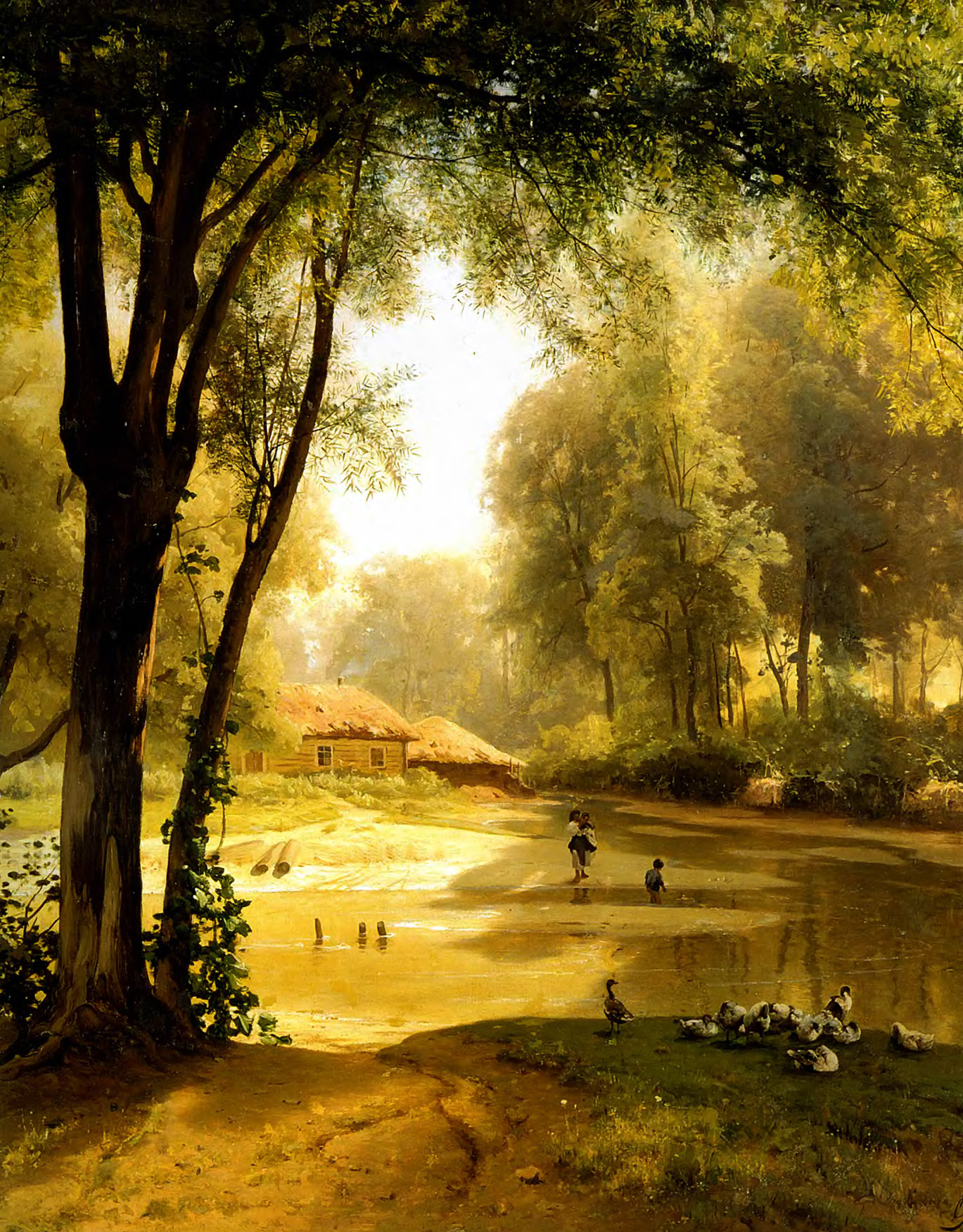
Затишшя, 1890
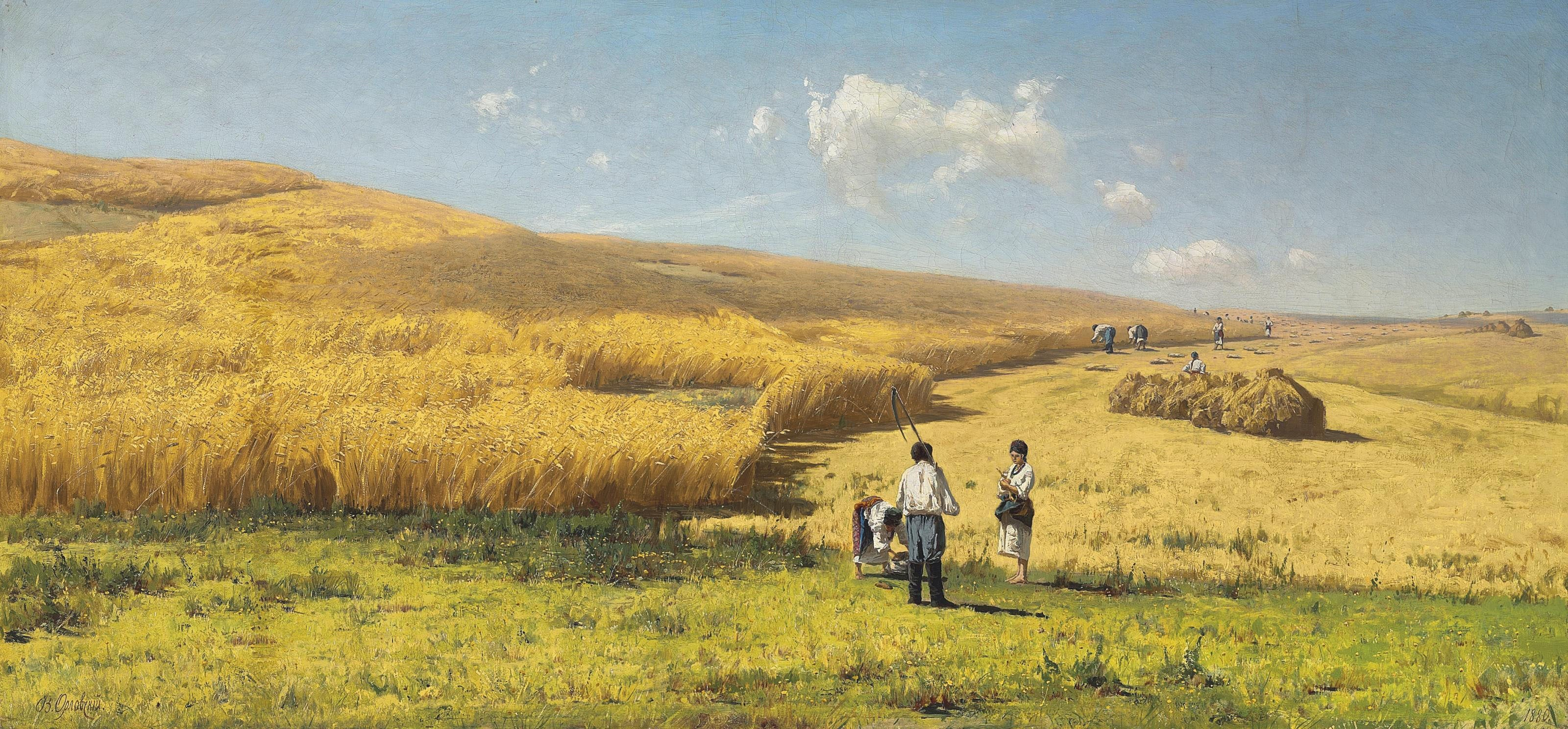
Урожай в Україні, 1880
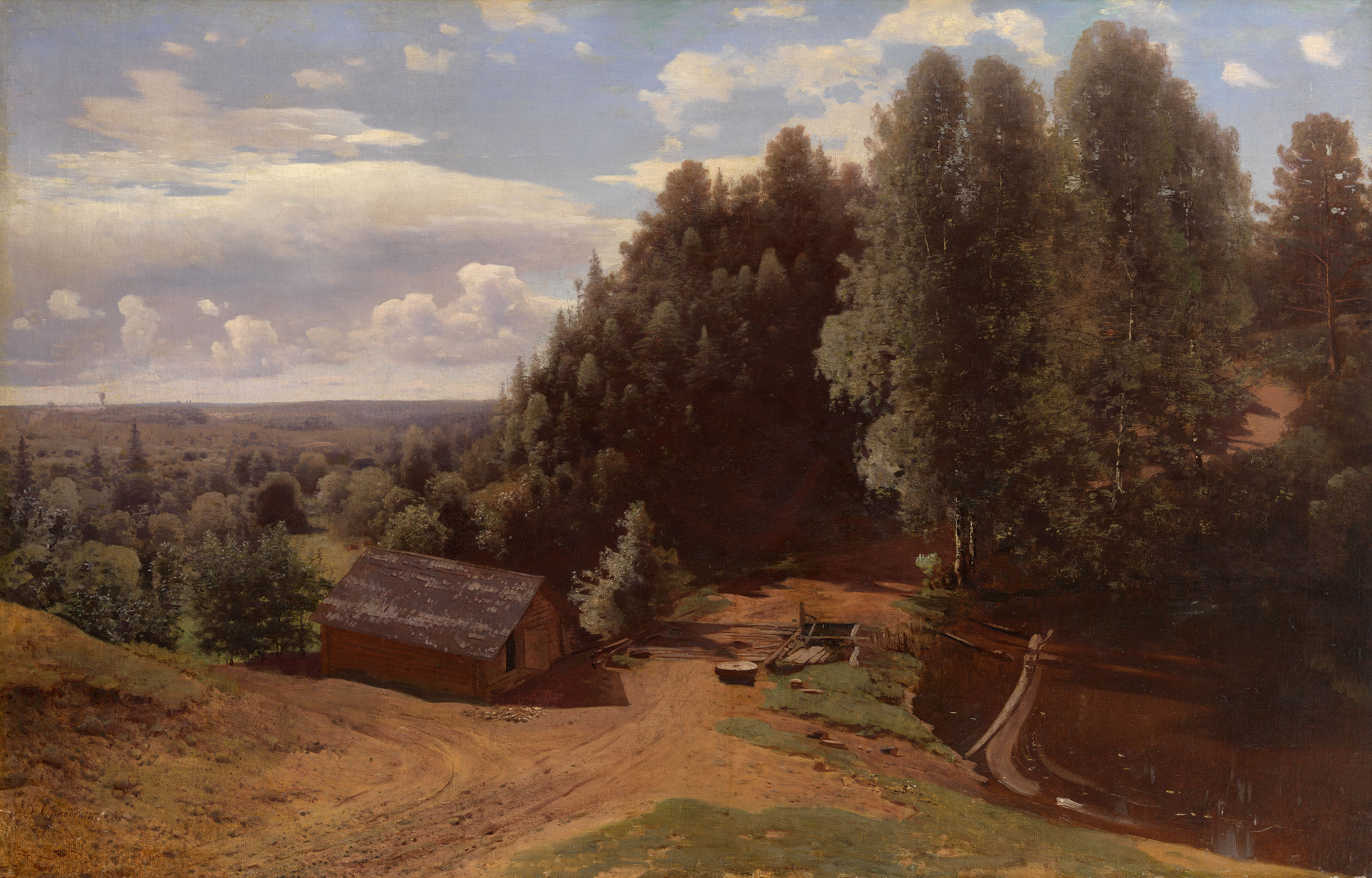
Млин на узліссі
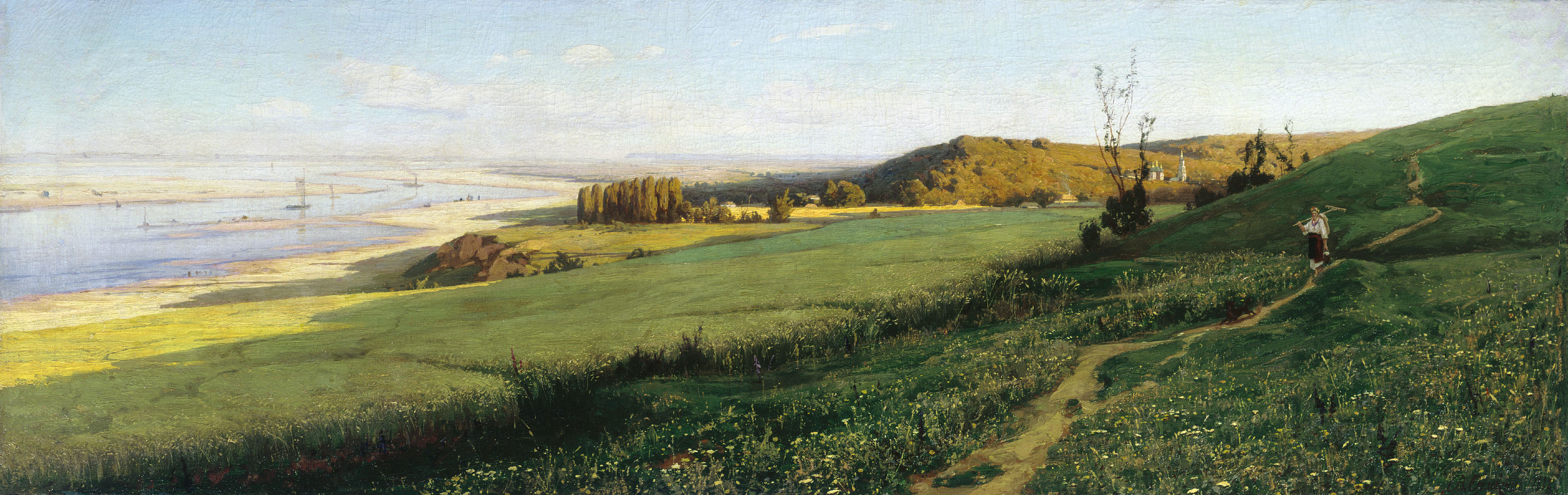
Дніпро, 1882 р.